# Phyllergates
A Phyllergates a madarak osztályának verébalakúak (Passeriformes) rendjébe és a berkiposzátafélék (Cettiidae) családba tartozó nem.

## Rendszerezésük
A nemet Richard Bowdler Sharpe angol zoológus írta le 1883-ban, az alábbi 2 faj tartozik ide:
- Phyllergates cucullatus
- Phyllergates heterolaemus

## Előfordulásuk
Dél- és Délkelet-Ázsiában honosak. Természetes élőhelyeik a trópusi és szubtrópusi esőerdők, cserjések, mocsarak, folyók és patakok környékén, valamint másodlagos erdők.

## Megjelenése
Testhosszuk 10–12 centiméter közötti.

## Életmódja
Feltehetően gerinctelenekkel táplálkoznak.